# Термохалинска покретна трака
Термохалинска покретна трака или термохалинска циркулација (енгл. the ocean conveyer, conveyor belt) је океанографски назив за комбинацију морских струјања која повезују четири од пет океана и притом се обједињују у јединствени опток глобалних размера. Покретач ове врло опсежне размене маса и температуре је својство морске воде да на основу промене салинитета и температуре мења густину (термохалинско својство). Зависно од географске ширине, мења се количина сунчевог зрачења. Тако се у близини екватора подиже температура воде, а испаравање јој се повећава сланост.
Придев термохалински је изведен из термо- што се односи на температуру и -халин са значењем садржај соли. То су фактори који заједно одређују густину морске воде. Површинске струје вођене ветром (као што је Голфска струја) крећу се као половима од екваторијалног Атлантског океана, при том се хладећи, и коначно потањају на високим латитудама (формирајући Северноатлантску дубоку воду). Ова густа вода затим тече у океанске базене. Док њен највећи део израња у Јужном океану, најстарије воде (са транзитним временом од око 1000 година) израњају у Северном Пацифику. Екстензивно мешање се стога одвија између океанских базена, чиме се редукују разлике између њих и то сачињава Земаљски глобални океански систем. При свом кретању водене масе транспортују енергију (у облику топлоте) и масу супстанци (чврстих материја, растворених супстанци и гасова) широм света. Као такво, стање циркулације има велики утицај на климу Земље.
Термохалинска циркулација се понекад назива океанском покретном траком, великим транспортером океана, или глобалном покретном траком. Понекад се то користи за упућивање на меридијанску преокретачку циркулацију (што се често означава са MOC). Термин MOC је прецизнији и добро дефинисан, јер је тешко одвојити део циркулације који се покрећу само температура и салинитет, од оног узрокованог другим факторима као што су ветар и плимске силе. Штавише, градијенти температуре и салинитета такође могу довести до ефеката циркулације који нису укључени у сам MOC.

## Историја
Тек почетком 1970-их било је први пут могуће обрадити све океанографске податке прикупљене широм Земље. Тако се показала међусобна повезаност струја изазваних вјетром и густоћом и претпостављено је, да је и најпознатија Голфска струја дио глобалне покретне траке (циркулације). Полазећи од механичке покретне, бескрајне траке, и ово струјање мора које обухвата цијелу Земљу, названо је велика морска покретна трака или једноставно, глобална покретна трака, док је у научним круговима добила назив глобално термохалинско кружење (или циркулација).

## Узорак кружења
Кружење се одвија како на површини тако и у дубини. Хладна вода струји на дубини од 1,5 до 3,0 km, крећући се претежно паралелно с падинама континенталних обала западним ивицама океанских базена због Земљине ротације. При томе, у секунди том струјом прође између 10 и 40 милиона кубних метара воде.
Глобално кружење размјене топлоте у значајној мјери је одређено зимским спуштањем слане и хладне морске воде у сјеверном Атлантику на дубину од 1 до 4 km. Због тога је ова регија за почетак посматрања узорка кружења. Уз морско дно или близу њега хладна вода тече као дубинска струја (дубинска вода) до изласка у јужном Атлантику гдје затим с Циркумполарном струјом одлази у Индијски и Тихи океан. Циркумполарна струја Јужног океана обилази читав глобус и мијеша водене масе три океана и вјероватно је мјесто гдје се већи дио хладне воде уздиже према површини и грије се мијешањем које покреће вјетар. Од ту се мијешањем модификоване водене масе враћају на површину (површинска вода, Тихи океан) или остају на мањој дубини од пар стотина метара (међувода, Индијски океан). Доласком на површину, водене масе се поново грију, нарочито у екваторијалним подручјима, и затим као површинска струја тече прво уз Индонезију, затим око јужног врха Африке у подручје средњоамеричког залива и на крају као Голфска струја наставља према сјеверном Атлантику гдје поново понире у дубину и тиме затвара круг кружења.
Поред термохалинског утицаја, значајну улогу има распоређеност континената, Кориолисов ефекат (због њега се струје јављају прије свега уз западне обале) и вјетровима узрокован Екманов учинак Заједно, то све доводи до стварања регионално врло комплексних, најразличитијих струјања, као на примјер у облику великог струјног вртлога уз јужну обалу Јужне Америке. Притом, мањим дијелом струје и водене масе из Арктичког океана у Атлантик, због чега и он условно учествује у глобалном кретању ове бесконачне траке струјања. Како неки од тих фактора зависе од локалног интензитета сунчевог зрачења, током године могу струје бити мање или више изражене, на примјер у Индијском океану под утицајем монсуна. Значајан учинак на струје имају и обално надирање нагоре (Upwelling) и надоле (Downwelling).
Дугорочно, на струје дјелује и помицање континената кроз подјелу копно-море. Као релативно краткорочније дјеловање разматра се могућност мањег или већег слабљења сјеверноатлантске струје због отапања поларних ледених капа. У историји климе нађени су докази за таква догађања и раније.

## Дубинске рубне струје
Одређени допринос глобалном кружењу морске воде дају и дубинске ивичне струје. Ту се мисли на дубокоморско вртложење у близини обале, као што је познато пред обалом Бразила (тзв. бразилски кругови струја). Ови вртлози настају временски и просторно периодично, и настаје тзв. вртложни пут. Тачно објашњење овог феномена, откривеног тек 2004. године, још не постоји. Према компјутерским моделима, Бразилска струја се распада у висини града Рецифе јер ту обала мијења смјер и тиме се смањује трење што резултује турбулентним струјањима.

## Голфска струја
Голфска струја, заједно са својим северним продужетком према Европи, северноатлантским дрифтом, је моћна, топла и брза струја Атлантског океана која потиче са врху Флориде и прати источну обалу Сједињених Држава и Њуфаундленда пре него што пређе Атлански океан. Процес западног интензивирања доводи до тога да Голфска струја буде струја која се убрзава ка северу уз источну обалу Северне Америке. На око 40° 0′ N 30° 0′ W / 40.000° С; 30.000° З, дели се на два дела, при чему северни ток прелази у северну Европу, а јужни ток се враћа у западну Африку. Голфска струја утиче на климу источне обале Северне Америке од Флориде до Њуфаундленда и западне обале Европе. Иако је недавно вођена дебата, постоји консензус да је клима западне Европе и северне Европе топлија него што би иначе била због северноатлантске струје, једног од огранака са репа Голфске струје. То је део северноатлантског кретања. Његово присуство довело је до развоја јаких циклона свих типова, како у атмосфери тако и у океану. Голфска струја је такође значајан потенцијални извор производње енергије из обновљивих извора.